# Valsa malicola
Valsa malicola Z. Urb. – gatunek grzybów z klasy Sordariomycetes. Grzyb mikroskopijny, wraz z Valsaria insitiva wywołujący w Polsce chorobę cytosporoza jabłoni.

## Systematyka i nazewnictwo
Pozycja w klasyfikacji według Index Fungorum: Valsaceae, Diaporthales, Diaporthomycetidae, Sordariomycetes, Pezizomycotina, Ascomycota, Fungi.
Po raz pierwszy opisał go w 1956 r. Zdeněk Urban na jabłoni dzikiej, śliwie domowej, śliwie tarninie i głogu dwuszyjkowym w Europie i Ameryce Północnej.

## Charakterystyka
Saprotrof żyjący na korze drzew, a w sprzyjających warunkach zamieniający się w jej pasożyta. Atakuje drzewa osłabione,np. przez mrozy lub wcześniej zaatakowane przez inne patogeny. Wnika do nich przez rany. Występuje na martwych lub umierających gałązkach irgi, głogu, pigwy, jabłoni, ognika, gruszy, róży, ale rzadko na innych członkach różowatych (np. na śliwie). Spotykany jest głównie w postaci anamorfy, teleomorfa jest rzadka. Zarówno konidia, jak i askospory przenoszone są przez wiatr, szczególnie w wilgotnych warunkach. Jasno zabarwione kupki lub łańcuszki konidiów są wydzielane zazwyczaj w czasie deszczu.
Znane jest występowanie Valsa malicola w Ameryce Północnej, Australii, Azji (Armenii, Azerbejdżan, Chiny, Gruzjia Kazachstan, Rosja), Europie (Austria, Czechy, Niemcy, Włochy, Łotwa, Litwa, Portugalia, Rumunia, Rosja, Słowacja, Szwecja, Szwajcaria, Wielka Brytania, Ukraina), Występuje również w Polsce.